# Sarcopilea
Sarcopilea es un género botánico con una especies de plantas de flores perteneciente a la familia Urticaceae.

## Especies seleccionadas
- Sarcopilea domigensis